# Coloni italiani in Albania

Bandiera del Regno di Albania (1939-1943), secondo il decreto del re Vittorio Emanuele III emesso il 28 settembre 1939.

I coloni italiani in Albania furono gli italiani che, dopo l'occupazione italiana del Regno di Albania nel 1939, furono trasferiti allo scopo di "italianizzare" l'Albania. Alcuni vi erano già giunti dopo la prima guerra mondiale.

## Vicende storiche
Negli anni precedenti la prima guerra mondiale l'Italia e l'Austria avevano appoggiato la creazione di uno Stato albanese indipendente e dopo il 1915 truppe italiane occuparono la metà meridionale dell'Albania fino al 1920.
Alla Conferenza di Pace di Parigi l'Italia tentò di conservare l'area di Valona, ma la pressione del presidente statunitense Woodrow Wilson, unita alla lotta nazionale albanese, costrinse le truppe italiane ad abbandonare l'area, mantenendo solo l'isola di Saseno. Questa piccola isola fu annessa alla provincia di Zara.

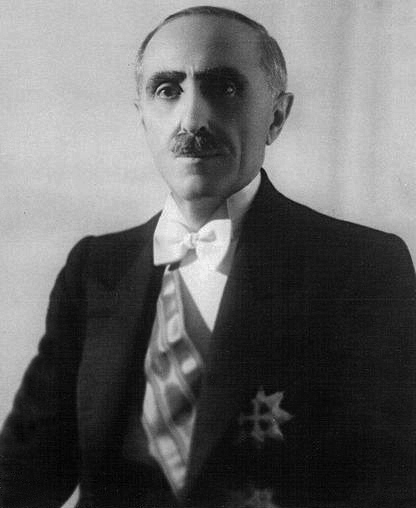
Il primo ministro albanese Shefqet Vërlaci, che approvò l'arrivo dei coloni italiani nel 1940

Mussolini promosse attivamente la penetrazione economica italiana in Albania fin dal 1925, favorendo l'emigrazione di 300 italiani intorno a Durazzo e Tirana per potenziare l'arretrata agricoltura albanese.
Il fascismo incrementò negli anni trenta il controllo sull'Albania, nonostante l'opposizione di re Zog, arrivando nell'aprile 1939 ad occupare militarmente il piccolo Stato balcanico.
L'Albania oppose solo una ridotta resistenza alla conquista: fu subito inserita nell'Impero italiano con Vittorio Emanuele III come re d'Albania, coadiuvato da governatori italiani, ma con un governo civile formato da albanesi fascisti o favorevoli all'Italia.
Uno di loro, il primo ministro Shefqet Vërlaci, autorizzò che enti italiani sfruttassero le risorse minerarie albanesi (come il petrolio) come pagamento dei debiti contratti dal decaduto re Zog verso l'Italia, ma anche permise che cittadini italiani colonizzassero alcune terre albanesi. Verlaci (che aveva lontane origini italiane) approvò anche una possibile unione amministrativa dell'Albania con l'Italia, poiché voleva l'appoggio italiano per unire alla sua Albania il Kosovo, la Ciamuria ed altre zone albanesi "irredente", creando la cosiddetta Grande Albania, cosa che avvenne nella primavera del 1941, quando l'Asse sconfisse la Jugoslavia e la Grecia.
Cittadini italiani, in maggioranza membri della collettività arbëreshë siciliana e calabrese, fin dall'estate 1939 si trasferirono in Albania come coloni agricoli.
Essi furono inizialmente bene accettati dagli albanesi, anche per via dei loro legami etnici, e l'assimilazione degli albanesi attraverso la propaganda fascista che mirava ad "italianizzarli" (con la creazione di un irredentismo italiano in Albania) ebbe un certo successo inizialmente. Ma a partire dal novembre 1941 questi coloni cominciarono a subire ostilità da parte degli albanesi, specialmente quelli organizzati dal partito comunista di Enver Hoxha.

## I 'coloni italiani'

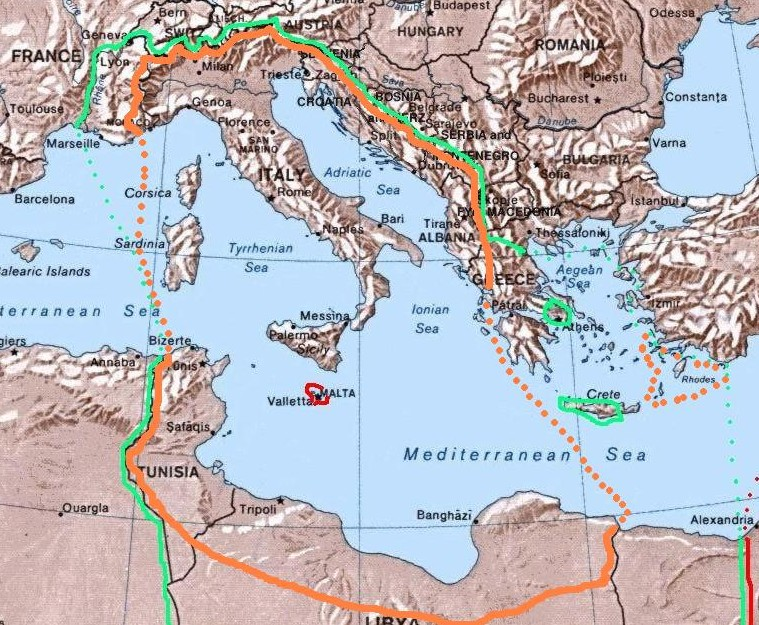
Mappa della "Grande Italia" (entro la linea arancione) che Mussolini voleva creare nei primi anni quaranta: vi si può vedere inclusa l'Albania

I primi italiani che colonizzarono l'Albania erano famiglie di pescatori dalla Puglia che si trasferirono nell'isola di Saseno, di fronte a Valona, nel 1918. L'isola (attualmente disabitata, dopo il loro rientro nel 1945) fu ufficialmente italiana fino al 1947.
Nel 1926 il governo italiano, d'accordo con quello albanese, inviò 300 coloni italiani a Kamez, vicino a Tirana, allo scopo di promuovere lo sviluppo agricolo dell'area.
Dopo l'occupazione dell'Albania nella primavera del 1939, Mussolini inviò circa 11.000 coloni italiani in Albania (ed iniziò a creare l'irredentismo italiano in Albania, rifacendosi principalmente all'Albania veneta). La maggioranza di loro veniva dal Veneto e dalla Sicilia. Si radicarono specialmente a Durazzo, Valona, Scutari, Porto Palermo, Elbasan e Santi Quaranta: essi erano il primo gruppo di coloni italiani che sarebbero stati inviati dal regima fascista in Albania allo scopo di renderla più 'italiana' per il cosiddetto Impero d'Italia.
Nell'aprile del 1940, in aggiunta a questi coloni, andarono in Albania altri 22.000 lavoratori italiani, incaricati di costruire scuole, strade, ferrovie ed infrastrutture varie che mancavano nello Stato balcanico.
La maggioranza dei coloni italiani arrivati dopo il 1939 era inquadrata nella cosiddetta Milizia Fascista Albanese. Questa organizzazione era un gruppo fascista paramilitare, inserito nelle Camicie nere della MVSN. Successivamente ne fecero parte anche cittadini albanesi. L'organizzazione aveva il quartier generale a Tirana ed era divisa in quattro "legioni": Tirana, Coriza, Valona e Scutari. La Milizia albanese fu smantellata nel 1943, dopo la resa italiana nella seconda guerra mondiale.

### I coloni italo-albanesi
In un primo momento la maggioranza dei "coloni italiani" in Albania erano insegnanti, economisti, politici e contadini albanesi (arbëreshë) del meridione italiano: essi ebbero un notevole successo iniziale (crearono anche l'Ente industria agraria albanese ed una rinomata scuola agricola), ma il regime di Zog li espulse in massa nel 1931 per timore di una eccessiva influenza italiana nella società albanese. Comunque questa influenza divenne notevole nella seconda metà degli anni trenta, specialmente sul piano economico e finanziario. I monaci basiliani di Grottaferrata, e in particolare le suore basiliane di S. Macrina, della Chiesa cattolica italo-albanese, avevano formato case e re-innalzato chiese per l'evangelizzazione e l'aiuto della locale popolazione albanese. Con l'avvento della dittatura comunista anche questi religiosi, gruppo molto attento ai bisogni non solo spirituali ma anche culturali, furono tutti espulsi.

### Dopo la caduta del fascismo
Dopo l'8 settembre 1943 molti italiani rimasero bloccati nel paese, dove era esplosa anche la guerra civile. La popolazione albanese accolse i soldati italiani nelle case pur di non consegnarli alle truppe tedesche, che trattavano i militari italiani da disertori. Ci fu un solo episodio dove un gruppo di partigiani, comandato da Xhelal Staravecka (un ex militare albanese del regno di Zog istruito in Italia all'Accademia Militare di Napoli) e da Kadri Hoxha, ebbe uno scontro e fucilò un gruppo di carabinieri (tra loro anche albanesi), colpevoli di aver maltrattato dei civili. L'episodio è noto come eccidio della colonna Gamucci. Il colonnello Staravecka, dopo essere stato espulso dai gruppi partigiani, si trasferì in Italia dopo la guerra a poi in Francia, ove morì. L'altro comandante del gruppo di partigiani, Kadri Hoxha, fu condannato in Albania con l'espulsione dall'esercito partigiano e 40 anni di prigione.
Attualmente non vi sono coloni italiani rimasti in Albania. I pochi rimasti sotto il regime comunista di Hoxha ed i loro discendenti hanno potuto far rientro in Italia solo nel 1992 ed ora sono rappresentati dall'associazione "ANCIFRA".